# Platyproctus tessellatus
Platyproctus tessellatus är en insektsart som beskrevs av Lindberg 1925. Platyproctus tessellatus ingår i släktet Platyproctus och familjen dvärgstritar. Inga underarter finns listade i Catalogue of Life.